# Piece by Piece (album Kelly Clarkson)
Piece by Piece – siódmy studyjny album amerykańskiej piosenkarki Kelly Clarkson, wyprodukowany przez Grega Kurstina, Jesse Shatkina i Jasona Halberta. W Europie album został wydany 27 lutego 2015 roku, natomiast w Stanach Zjednoczonych i Kanadzie 3 marca 2015 roku. Pierwszym singlem promującym wydawnictwo był utwór „Heartbeat Song”.
Album otrzymał nominację do nagrody Grammy w kategorii Najlepszy album pop, natomiast single „Heartbeat Song” oraz „Piece by Piece” zostały nominowane w kategorii Najlepszy solowy występ pop.
4 marca 2016 roku został wydany album Piece by Piece Remixed.

## Nagrywanie
Clarkson rozpoczęła nagrywanie albumu Piece by Piece w 2013 roku, gdy była w trasie koncertowej 2013 Honda Civic Tour. Nagrania kontynuowała będąc w ciąży. Clarkson pracowała z producentem Gregiem Kurstinem, z którym spotkała się już wcześniej przy nagraniu jej wcześniejszych albumów Wrapped in Red oraz Stronger. Kilka piosenek na albumie zostało wyprodukowanych przez Jesse Shatkina, który również pracował przy jej poprzednich albumach jako inżynier Kurstina. Sia po usłyszeniu wykonania przez Clarkson jej utworu „Breathe Me” ogłosiła zamiar napisania dla niej utworów. Współtworzyła dwie piosenki na albumie. Joseph Trapanese, który również pracował już wcześniej z Clarkson zadbał o aranżację z elementami orkiestry pięciu utworów na albumie.

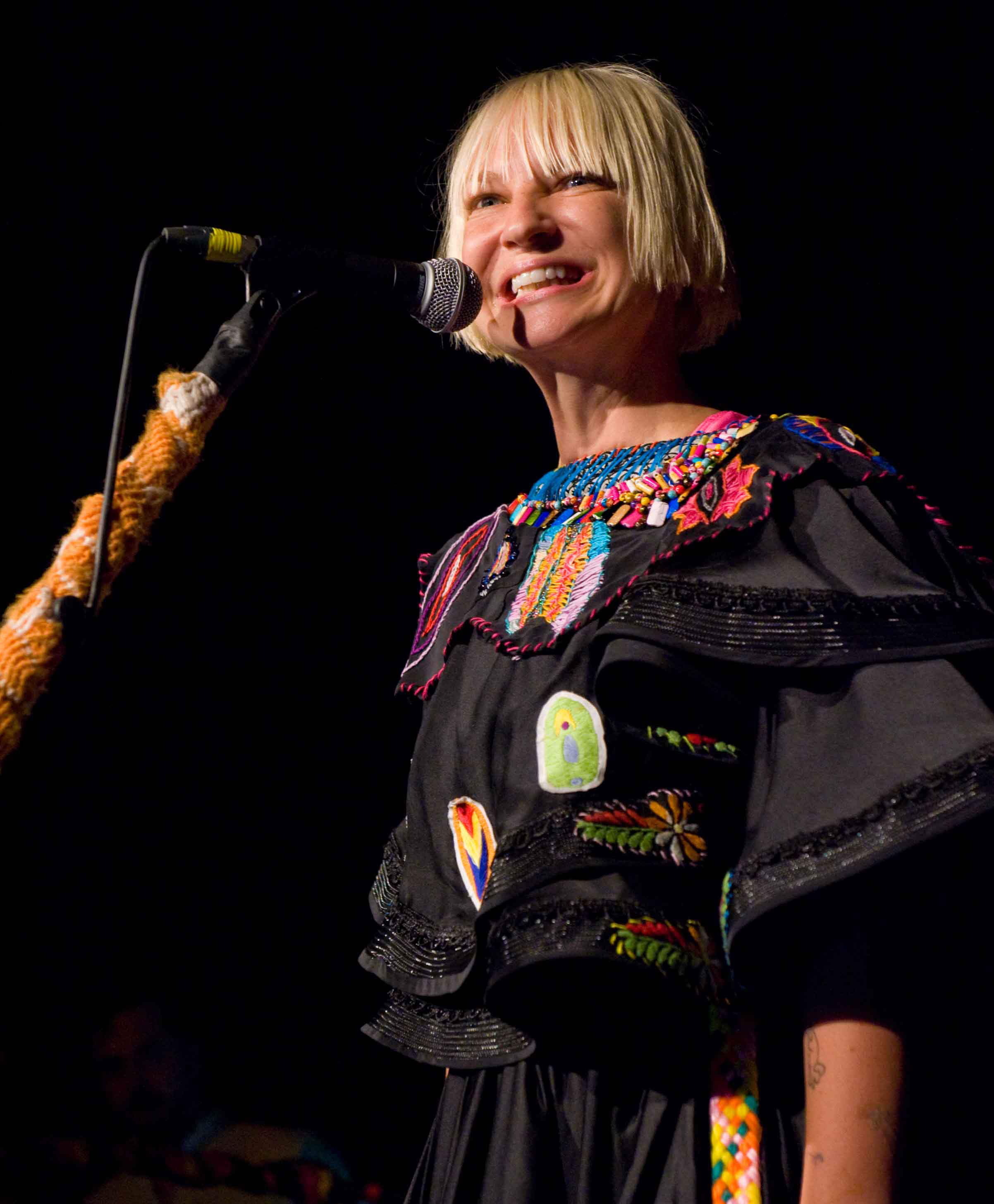
Sia jest współautorką dwóch piosenek na albumie: „Invincible” oraz „Let Your Tears Fall”

## Wydanie albumu
7 stycznia 2015 roku Kelly Clarkson za pośrednictwem Twittera zapowiedziała wydanie pierwszego singla promującego jej siódmy album studyjny. Ogłosiła, że utwór "Heartbeat Song" ukaże się 12 stycznia. 26 stycznia artystka ogłosiła, że jej nowy album będzie zatytułowany Piece by Piece i w Stanach Zjednoczonych zostanie wydany 3 marca 2015 roku. Od 27 lutego fani artystki mogli zamawiać w oficjalnym sklepie internetowym piosenkarki box set zawierający album "Piece by Piece" (wersję Deluxe), 17 puzzli z tekstami piosenek oraz specjalny kod upoważniający do tańszego zakupu biletów na najbliższą trasę koncertową artystki. 3 lutego Kelly ujawniła całą tracklistę albumu oraz okładkę. Tydzień przed premierą swojego albumu Clarkson zaczęła ujawniać kolejne piosenki za pośrednictwem swojego oficjalnego kanału na Vevo oraz udostępniając je w sklepie iTunes. Jako pierwszy, 23 lutego ujawniła singel promocyjny "Invincible". Następnymi utworami były "Piece by Piece" oraz duet z Johnem Legendem zatytułowany "Run Run Run". Utwór ten jest coverem utworu niemieckiego zespołu Tokio Hotel z ich piątego albumu Kings of Suburbia (2014). 26 lutego artystka udostępniła "Take You High" i "Let Your Tears Fall", 27 lutego "Someone", a 28 lutego "War Paint". 1 marca piosenkarka ujawniła "Dance With Me", a dzień później "Good Goes the Bye". 3 marca w programie Good Morning America piosenkarka zapowiedziała, że jej trasa koncertowa promująca album Piece by Piece Tour rozpocznie się w lipcu 2015 roku.
W Stanach Zjednoczonych album Piece by Piece został wydany 3 marca 2015 roku. Zadebiutował na pierwszym miejscu amerykańskiego notowania Billboard 200, sprzedając się w nakładzie 97,000 egzemplarzy w pierwszym tygodniu premiery. W Wielkiej Brytanii album Piece by Piece zadebiutował na szóstym miejscu listy Official Albums Chart Top 100.

## Single
Pierwszym singlem z albumu został utwór „Heartbeat Song”, wydany 12 stycznia 2015 roku. 5 lutego został wydany oficjalny teledysk do singla. Premiera telewizyjna singla nastąpiła 16 lutego w brytyjskim programie Loose Women oraz 20 lutego w The Graham Norton Show. 2 marca Clarkson wystąpiła w programie The Tonight Show Starring Jimmy Fallon, gdzie wykonała „Heartbeat Song”, a 3 marca w Good Morning America. Utwór dotarł do dwudziestej pierwszej pozycji amerykańskiego notowania Billboard Hot 100. Kolejny singel „Invincible” miał premierę 18 maja 2015. Dzień wcześniej piosenkarka wykonała utwór podczas gali Billboard Music Awards. 29 maja ukazał się teledysk do singla. 3 czerwca Clarkson zaśpiewała singel w programie The Ellen Degeneres Show.
9 listopada został wydany trzeci singel z płyty Piece by Piece o tym samym tytule. 25 lutego 2016 roku Clarkson zaprezentowała utwór podczas piętnastej i ostatniej edycji programu American Idol. Wówczas wykonała utwór przy akompaniamencie fortepianu. Po emocjonalnym występie otrzymała owacje na stojąco, a utwór w ciągu kilku godzin stał się najchętniej pobieranym w serwisie iTunes. W efekcie 29 lutego 2016 roku, Clarkson wydała „Piece by Piece” w wersji zaprezentowanej w programie. Tę wersję utworu zaśpiewała również 3 marca 2016 roku w programie The Ellen Degeneres Show. Singel zadebiutował na ósmym miejscu amerykańskiego notowania Billboard Hot 100.

## Lista utworów
Standardowa wersja i wersja Deluxe
| #   | Tytuł                             | Autorzy                                                                         | Produkcja           | Długość |
| --- | --------------------------------- | ------------------------------------------------------------------------------- | ------------------- | ------- |
| 1.  | „Heartbeat Song”                  | Mitch Allan, Kara DioGuardi, Jason Evigan, Audra Mae                            | Greg Kurstin        | 3:18    |
| 2.  | „Invincible”                      | Sia Furler, Jesse Shatkin, Steve Mostyn, Warren Felder                          | Shatkin             | 3:58    |
| 3.  | „Someone”                         | Matthew Koma                                                                    | Kurstin             | 3:39    |
| 4.  | „Take You High”                   | MoZella McDonald, Shatkin                                                       | Shatkin             | 4:20    |
| 5.  | „Piece by Piece”                  | Kelly Clarkson, Kurstin                                                         | Kurstin             | 4:17    |
| 6.  | „Run Run Run” (feat. John Legend) | Tim James, Antonina Armato, Bill Kaulitz, Joacim Persson, Ry Cuming, David Jost | Jason Halbert       | 4:32    |
| 7.  | „I Had a Dream”                   | Clarkson, Kurstin                                                               | Kurstin             | 3:58    |
| 8.  | „Let Your Tears Fall”             | Furler, Kurstin                                                                 | Kurstin             | 3:55    |
| 9.  | „Tightrope”                       | Clarkson, Kurstin                                                               | Kurstin             | 3:32    |
| 10. | „War Paint”                       | Julia Michaels, Joleen Belle, Nolan Lambroza                                    | Halbert             | 3:44    |
| 11. | „Dance with Me”                   | Dan Rockett                                                                     | Kurstin             | 4:20    |
| 12. | „Nostalgic”                       | Justin Tranter, Ryland Blackinton, Dan Keyes, Vaughn Oliver                     | Halbert             | 3:37    |
| 13. | „Good Goes the Bye”               | Shane McAnally, Natalie Hemby, Jimmy Robbins                                    | Halbert, Eric Olson | 3:21    |
| 14. | „Bad Reputation” Wersja Deluxe    | Clarkson, Kelly Sheehan, Kurstin, Bonnie McKee                                  | Kurstin             | 4:20    |
| 15. | „In the Blue” Wersja Deluxe       | Clarkson, Shatkin, Anjulie Persaud, Fransisca Hall                              | Shatkin             | 4:41    |
| 16. | „Second Wind” Wersja Deluxe       | Chris DeStefano, McAnally, Maren Morris                                         | DeStefano           | 3:15    |

## Piece by Piece Remixed
4 marca 2016 roku został wydany remix album Piece by Piece Remixed. Na albumie znalazły się remiksy utworów z albumu Piece by Piece oraz wersja utworu „Piece by Piece” zaprezentowana przez Clarkson w programie American Idol, a także wersja utworu „Tightrope” wykonywana przez Clarkson podczas trasy koncertowej Piece by Piece Tour.
| #   | Tytuł                                                        | Autorzy                                                        | Produkcja                                               | Długość |
| --- | ------------------------------------------------------------ | -------------------------------------------------------------- | ------------------------------------------------------- | ------- |
| 1.  | „Piece By Piece” (Idol Version)                              | Kelly Clarkson, Greg Kurstin                                   | Kurstin, Jason Halbert                                  | 3:31    |
| 2.  | „Heartbeat Song” (Lenno Remix)                               | Kara DioGuardi, Jason Evigan, Audra Mae, Mitch Allan           | Lenno Linjama                                           |         |
| 3.  | „Invincible” (Vicetone Remix)                                | Sia Furler, Jesse Shatkin, Stephen Mostyn, Warren "Oak" Felder | Vicetone                                                |         |
| 4.  | „Someone” (Frank Pole Remix)                                 | Matthew Koma                                                   | Frank Pole                                              |         |
| 5.  | „Take You High” (Rytmeklubben by Henrik The Artist & Torjus) | Shatkin, Maureen "Mozella" McDonald                            | Rytmeklubben (Henrik The Artist & Torjus)               |         |
| 6.  | „Let Your Tears Fall” (Cutmore Remix)                        | Furler, Kurstin                                                | Cutmore                                                 |         |
| 7.  | „Dance with Me” (Young Bombs Remix)                          | Dan Rockett                                                    | Young Bombs (Martin Kottmeier and Tristan Norton)       |         |
| 8.  | „Nostalgic” (Mighty Mike & Teesa aka Kolaj Remix)            | Justin Tranter, Ryland Blackinton, Dan Keyes, Vaughn Oliver    | Kolaj (Mighty Mike & Teesa)                             |         |
| 9.  | „Second Wind” (Cheat Codes Remix)                            | Chris DeStefano, Shane McAnally, Maren Morris,                 | Cheat Codes (Matthew Russell, Trevor Dahl & Kevin Ford) |         |
| 10. | „Tightrope” (Tour Version)                                   | Clarkson, Kurstin                                              | Kurstin                                                 |         |

## Pozycje na listach i certyfikaty
| Notowanie (2015)                        | Najwyższa pozycja |
| --------------------------------------- | ----------------- |
| Australia (Top 50 Albums)               | 5                 |
| Austria (Alben Top 75)                  | 27                |
| Belgia (Ultratop 200 Albums Flandria)   | 39                |
| Belgia (Ultratop 200 Albums Walonia)    | 90                |
| Francja (Top 200 Albums)                | 123               |
| Grecja (Top 75 Albums Sales)            | 29                |
| Hiszpania (Top 100 Albums)              | 44                |
| Holandia (Album Top 100)                | 18                |
| Irlandia (Top 100 Albums)               | 8                 |
| Japonia (Top 50 Albums)                 | 190               |
| Kanada (Canadian Albums)                | 4                 |
| Niemcy (Longplay Charts)                | 30                |
| Nowa Zelandia (Top 40 Albums)           | 12                |
| Szkocja (Scottish Albums Chart Top 100) | 5                 |
| Szwajcaria (Alben Top 100)              | 29                |
| Szwecja (Top 60 Albums)                 | 22                |
| USA (Billboard 200)                     | 1                 |
| Wielka Brytania (Albums Chart Top 100)  | 6                 |

| Notowanie (2015)    | Najwyższa pozycja |
| ------------------- | ----------------- |
| USA (Billboard 200) | 105               |

| Kraj/region       | Wydawca | Certyfikat  |
| ----------------- | ------- | ----------- |
| Norwegia          | IFPI    | złota płyta |
| Stany Zjednoczone | RIAA    | złota płyta |

| Kraj/region       | Wydawca | Certyfikat  |
| ----------------- | ------- | ----------- |
| Norwegia          | IFPI    | złota płyta |
| Stany Zjednoczone | RIAA    | złota płyta |